# Landwade
Landwade – wieś w Anglii, w hrabstwie Suffolk. Leży 59 km na północny zachód od miasta Ipswich i 94 km na północ od Londynu.